# Time (canción de Freddie Mercury)
«Time» es una canción de 1986 grabada por Freddie Mercury, junto con "In My Defence", para el musical de Dave Clark del mismo nombre. Aunque Mercury no apareció en el propio musical ambas canciones se incluyeron en el álbum del elenco, y "Time" también fue lanzado como un sencillo independiente, respaldado por una versión instrumental de la canción, que alcanzó el puesto # 32 en la lista de sencillos del Reino Unido . La versión del sencillo fue incluida más adelante en el 2000 en el box set The Solo Collection y el 2006 en el álbum recopilatorio Lover of Life, Singer of Songs — The Very Best of Freddie Mercury Solo.
El video de la canción fue grabada en el Dominion Theatre, el estreno mundial del musical tuvo lugar el 9 de abril de 1986.

## Remixes
- "Time (Nile Rodgers 1992 Remix)" es una versión editada de la canción en la compilación de 1992 The Freddie Mercury Album y The Solo Collection. Se sustituye el piano con una parte de guitarra.
- "Time (2000 Remix)" es casi idéntica a la versión del sencillo, salvo que pierde parte de las percusiones. Sólo se encuentra en el 2000 box set Solo.
- "Time Waits For No One" es una versión de la canción lanzada el 20 de junio de 2019. Esta es una versión de la canción en donde solamente se escucha un piano de fondo acompañando a la voz de Freddie Mercury. En esta versión se escucha un tono más melancólico de la voz de Freddie.